# トチボリ茂
トチボリ 茂（とちぼり しげる、1937年（昭和12年） - 2011年（平成23年））：栃堀茂は、日本の漫画家。ハルビン市生まれ。
「漫画少年」の投稿掲載を経て漫画家としてデビュー後、劇画家に転向、「週刊漫画」の表紙絵など、1960年代〜1970年代にかけては成人劇画などを描いていた。複数のペンネームを使用し、子供漫画から成人劇画、ショートショートなどの小説を手がける。
1980年代〜1990年代にかけてライダーコミックに連載のイラスト記事「女の子の改造ファクトリー」をTOCHIBORI名義で担当。栃堀茂名義で絵本「がんばれ、おじいちゃん」（ポプラ社 2012年4月4日）がある。
息子は、放送作家のとちぼり元と、ゲームシナリオライター、劇作家のとちぼり木。

## 作品

### 漫画
- 殺人カレンダー（昭和43年）週刊漫画TIMES
- クレイジー海底軍艦（昭和39年）週刊漫画天国
- カミオン（イラスト投稿コーナー選者）